# Liste der Mitglieder des Sächsischen Landtags 1850/51
Diese Liste gibt einen Überblick über die Mitglieder des außerordentlichen Sächsischen Landtags der Jahre 1850/51, der vom 23. Juli 1850 bis zum 10. April 1851 tagte. Auf diesem wurde die Sitzverteilung vom Landtag 1848 restituiert, nachdem das während der Revolutionen 1848/1849 liberalisierte Wahlrecht aufgehoben und das zuvor geltende Wahlrecht wieder in Kraft gesetzt worden war.

## Zusammensetzung der I. Kammer

### Präsidium
- Präsident: Friedrich Ernst von Schönfels
- Vizepräsident: Ernst Wilhelm Gottschald
- 1. Sekretär: Eduard Carl Friedrich Adolph von Polenz
- 2. Sekretär: Adolph Traugott Eduard Starke

### Vertreter des Königshauses und der Standesherrschaften
| Besitz oder Institution                                      | Abgeordneter                            | Bemerkungen |
| ------------------------------------------------------------ | --------------------------------------- | ----------- |
| Sächsisches Königshaus                                       | Prinz Johann                            |             |
| Besitzer der Standesherrschaft Königsbrück                   | Peter Alfred Graf von Hohenthal         |             |
| Besitzer der Standesherrschaft Reibersdorf                   | Kurt Heinrich Ernst Graf von Einsiedel  |             |
| Besitzer der Herrschaft Wildenfels                           | Friedrich Magnis zu Solms-Wildenfels    |             |
| Vertreter der vier Schönburgischen Lehnsherrschaften         | Carl Heinrich Alban von Schönburg       |             |
| Bevollmächtigter der fünf Schönburgischen Rezessherrschaften | Eduard Carl Friedrich Adolph von Polenz |             |
| Vertreter der Universität Leipzig                            | vakant                                  |             |

### Vertreter der Geistlichkeit
| Amt                                  | Abgeordneter                            | Bemerkungen |
| ------------------------------------ | --------------------------------------- | ----------- |
| Evangelischer Oberhofprediger        | Gottlieb Christoph Adolph Harleß        |             |
| Dekan des Domstifts zu Bautzen       | Franz Prihonsky                         |             |
| Superintendent zu Leipzig            | Christian Gottlob Lebrecht Großmann     |             |
| Vertreter des Kollegiatstifts Wurzen | Gustav Heinrich Freiherr von Biedermann |             |
| Vertreter des Hochstifts Meißen      | Hanns Carl von Zehmen                   |             |

### Auf Lebenszeit gewählte Abgeordnete der Rittergutsbesitzer
| Wahlbezirk            | Abgeordneter                                                               | Bemerkungen |
| --------------------- | -------------------------------------------------------------------------- | ----------- |
| Meißner Kreis         | Christoph Holm von Egidy                                                   |             |
| Meißner Kreis         | Ernst Gottlob von Heynitz                                                  |             |
| Meißner Kreis         | Dietrich von Miltitz                                                       |             |
| Erzgebirgischer Kreis | Christian Friedrich Meinhold                                               |             |
| Erzgebirgischer Kreis | Caspar Carl Philipp Utz von Schönberg                                      |             |
| Oberlausitz           | Gustav von Nostitz-Wallwitz                                                |             |
| Oberlausitz           | vakant                                                                     |             |
| Oberlausitz           | Egon Heinrich Gustav von Schönberg, genannt Freiherr von Bibran und Modlau |             |
| Leipziger Kreis       | Heinrich Wilhelm Crusius                                                   |             |
| Leipziger Kreis       | vakant                                                                     |             |
| Vogtländischer Kreis  | Friedrich Ernst von Schönfels                                              |             |
| Vogtländischer Kreis  | Carl von Metzsch                                                           |             |

### Rittergutsbesitzer durch Königliche Ernennung
- Carl Graf von Einsiedel
- Heinrich Otto von Erdmannsdorf
- Friedrich Freiherr von Friesen
- Curt Ernst von Posern
- Hans Friedrich Curt von Lüttichenau
- Rudolph Benno von Römer
- Rudolph Friedrich Theodor von Watzdorf
- Curt Robert Freiherr von Welck
- Ludwig Eduard Victor von Zehmen
- Ludwig Wilhelm Ferdinand Freiherr von Beschwitz (eingetreten am 12. Oktober 1850), Mandat war zuvor vakant durch Ablehnung des Erscheinens durch Alexander Anger

### Magistratspersonen
| Wahlbezirk | Abgeordneter                                     | Bemerkungen |
| ---------- | ------------------------------------------------ | ----------- |
| Dresden    | Friedrich Wilhelm Pfotenhauer, Oberbürgermeister |             |
| Leipzig    | Carl Wilhelm Otto Koch, Bürgermeister            |             |
| Freiberg   | vakant                                           |             |
| Schneeberg | Eduard Wimmer, Bürgermeister                     |             |
| Pirna      | vakant                                           |             |
| Plauen     | Ernst Wilhelm Gottschald, Bürgermeister          |             |
| Bautzen    | Adolph Traugott Eduard Starke, Bürgermeister     |             |
| Chemnitz   | vakant                                           |             |

## Zusammensetzung der II. Kammer

### Präsidium
- Präsident: Karl Heinrich Haase
- Vizepräsident: Friedrich Theodor von Criegern
- 1. Sekretär: Heinrich Ludolph Kasten
- 2. Sekretär: Johann August Scheibner

### Abgeordnete der Rittergutsbesitzer
| Wahlbezirk            | Abgeordneter                                           | stellvertretender Abgeordneter          | Bemerkungen                                                                    |
| --------------------- | ------------------------------------------------------ | --------------------------------------- | ------------------------------------------------------------------------------ |
| Erzgebirgischer Kreis | Wolfgang Freiherr von Herder                           | William Eduard Kraft                    | Herder bat mit ärztlichem Zeugnis von seiner Einberufung abzusehen.            |
| Erzgebirgischer Kreis | Carl Friedrich Reiche-Eisenstuck                       | Carl Friedrich Hildebrand von Einsiedel |                                                                                |
| Erzgebirgischer Kreis | Eduard Heinrich von Schönfels                          | Carl Jockisch-Scheuereck                |                                                                                |
| Leipziger Kreis       | Hermann von Abendroth                                  | Friedrich Henning von Arnim             |                                                                                |
| Leipziger Kreis       | vakant                                                 | Julius Innocenz von Einsiedel           | der bisherige Abg. Ernst Adolf aus dem Winckel durch Gutsverkauf ausgeschieden |
| Leipziger Kreis       | Ludwig Wilhelm Ferdinand von Beschwitz                 | Theodor Alexander Platzmann             |                                                                                |
| Leipziger Kreis       | August Ferdinand Stockmann                             | Moritz Clauß                            |                                                                                |
| Meißner Kreis         | Friedrich von Berlepsch                                | Friedrich August von Globig             |                                                                                |
| Meißner Kreis         | Carl August Rittner                                    | Christian Otto Schubert                 |                                                                                |
| Meißner Kreis         | Eduard van der Beeck                                   | Bernhard Freiherr von Rochow            |                                                                                |
| Meißner Kreis         | Carl Ferdinand Leopold Sigismund Edler von der Planitz | Carl August Gadegast                    |                                                                                |
| Meißner Kreis         | Friedrich Wilhelm Schäffer                             | Friedrich Wilhelm Mogk                  |                                                                                |
| Oberlausitz           | Joseph Woldemar von Zezschwitz                         | Ernst Adolph von Rex-Thielau            |                                                                                |
| Oberlausitz           | Friedrich Theodor von Criegern                         | Franz Hugo Seyfert                      |                                                                                |
| Oberlausitz           | Warner Reinhold Geißler                                | Carl Eduard Päßler                      |                                                                                |
| Oberlausitz           | Carl Wilhelm Traugott von Mayer                        | Bernhard Constantin Schenk              | am 19. November 1850 Alexander Moritz Beschwitz zum ABg. verpflichtet          |
| Oberlausitz           | Hans Karl Florian von Nostitz-Drzwiecki                | Carl Moritz Brescius                    |                                                                                |
| Vogtländischer Kreis  | Heinrich Ludolph Kasten                                | Friedrich Wilhelm Adler                 |                                                                                |
| Vogtländischer Kreis  | Franz Gustav Emil Kreller                              | Ferdinand Hartenstein                   |                                                                                |
| Vogtländischer Kreis  | vakant                                                 | Franz Ludwig Golle                      | Der bisherige Abg. Gustav Adolf Robert von Beust durch Konkurs ausgeschieden   |

### Abgeordnete der Städte
| Wahlbezirk | Abgeordneter            | stellvertretender Abgeordneter    | Bemerkungen |
| ---------- | ----------------------- | --------------------------------- | --- |
| 1          | vakant                  | Moritz Ferdinand Meißner          | Johann Amadeus Helbig durch Suspension von der Advokatur ausgeschieden                                                  |
| 2          | Carl Heinrich Voigt     | Carl Moritz Winkler               | |
| 3          | Georg Friedrich Wehner  | vakant                            | |
| 4          | vakant                  | William Flesher Whitfieldr        | Julius Theodor Schmidt durch Suspension vom Amt ausgeschieden                                                           |
| 5          | vakant                  | vakant                            | Abg. Carl Hugo Tzschucke wegen Suspension vom Amt, sein Stellv. Franz Ludwig Siegel wegen Wegzugs ausgeschieden         |
| 6          | vakant                  | Carl Gottfried Kuntzsch           | Der Abg. Wilhelm Schaffrath wegen Amtsniederlegung ausgeschieden                                                        |
| 7          | Ernst Ludwig Maukisch   | vakant                            | stellv. Abg. Johann Traugott Katzer †                                                                                   |
| 8          | Carl Friedrich Sachße   | Robert Beyer                      | |
| 9          | Julius Werner           | Emil Lehmann                      | |
| 10         | vakant                  | Jacob Georg Bodemer               | Abg. Carl Friedrich Metzler wegen Eintritts in Staatsdienst ausgeschieden                                               |
| 11         | Johann August Scheibner | Emil Christian Hänel              | |
| 12         | Ernst Ludwig Thiersch   | Carl Ludwig Einenkel              | |
| 13         | vakant                  | vakant                            | Abg. Johann Kaiser und sein Stellv. August Oppe durch Wegzug ausgeschieden                                              |
| 14         | vakant                  | Franz Wilhelm Reichenbach         | Abg. Friedrich Wilhelm Pfotenhauer durch Wegzug ausgeschieden                                                           |
| 15         | vakant                  | NN Scharf                         | Der bisherige Abg. Alexander Franz Wilhelm Lincke durch Suspension von der Advokatur ausgeschieden                      |
| 16         | vakant                  | Carl Adolph Beutler               | der bisherige Abg. Friedrich August Neidhardt hat durch Austritt aus Stadtverordnetenkollegium die Wählbarkeit verloren |
| 17         | Carl Friedrich Müller   | NN Eder                           | |
| 18         | vakant                  | vakant                            | war bereits auf dem ao. Landtag 1848 nicht besetzt                                                                      |
| 19         | vakant                  | Daniel Ferdinand Ludwig Haberkorn | Der bisherige Abg. Samuel Erdmann Tzschirner wegen Suspension ausgeschieden                                             |
| 20         | vakant                  | Gustav Woldemar Kretzschmar       | Der bisherige Abg. Adolf Ernst Hensel wegen Suspension ausgeschieden                                                    |
| Chemnitz   | Franz Xaver Rewitzer    | Magnus Ottomar Kölz               | |
| Dresden    | vakant                  | vakant                            | |
| Dresden    | Carl Ludwig Meisel      | Gottfried Heinrich Jordan         | exakte Benennung des Dresdner Wahlbezirks erfolgt in vorliegenden Quellen nicht                                         |
| Leipzig    | Karl Heinrich Haase     | Robert Julius Vollsack            | exakte Benennung des Leipziger Wahlbezirks erfolgt in vorliegenden Quellen nicht                                        |
| Leipzig    | Heinrich Brockhaus      | Georg Friedrich Fleischer         | exakte Benennung des Leipziger Wahlbezirks erfolgt in vorliegenden Quellen nicht                                        |

### Abgeordnete des Bauernstandes
| Wahlbezirk | Abgeordneter                   | stellvertretender Abgeordneter | Bemerkungen                                                                                                 |
| ---------- | ------------------------------ | ------------------------------ | --- |
| 1          | Hermann Joseph                 | Carl Christian August Pusch    | |
| 2          | Johann Christoph Huth          | Carl Lindner                   | |
| 3          | Friedrich Wilhelm Müller       | August Ehrhardt Kirmse         | |
| 4          | Johann Gottlieb Kleeberg       | Gotthelf Fürchtegott Beck      | |
| 5          | Christian Traugott Oehmichen   | Christian Wolf                 | |
| 6          | Johann Georg Wend              | Johann Gottlieb Fehrmann       | |
| 7          | Gottlob Fürchtegott Haußwald   | Wilhelm Ludwig Haußmann        | |
| 8          | vakant                         | Carl August Thiermann          | Der bisherige Abg. Carl August Cubasch †                                                                    |
| 9          | Wilhelm August Ernst Haden     | Carl Friedrich August Kunzmann | |
| 10         | Johann Gottlieb Ludwig         | Carl Heinrich Schmidt          | |
| 11         | Carl Friedrich Wolf            | Johann Gottfried Eulitz        | |
| 12         | Friedrich Anton Daniel Hilbert | Carl Gottlob Steyer            | |
| 13         | August Friedrich Siegert       | Carl Friedrich Otto Geyer      | |
| 14         | vakant                         | Karl August Müller             | Der bisherige Abg. Carl Joseph Thümer bereits vor dem ao. Landtag 1848 ausgeschieden                        |
| 15         | Carl Ferdinand Oehme           | vakant                         | Der bisherige stellv. Abg. Johann Traugott Heinrich Lutze ausgeschieden, besitzt die Wählbarkeit nicht mehr |
| 16         | Karl Friedrich Wilhelm Heyn    | Karl Heinrich Scheidhauer      | |
| 17         | Johann George Christoph Neydel | vakant                         | Der bisherige stellv. Abg. Carl Gotthilf Nestler ausgeschieden, besitzt die Wählbarkeit nicht mehr          |
| 18         | Carl Friedrich Naundorf        | Michael Päßler                 | |
| 19         | Carl August Wagner             | Christian Gottlieb Medicke     | |
| 20         | Johann Georg Erdmann Elbel     | Johann Gottfried Dietzsch      | |
| 21         | Christian Gottlieb Riedel      | Ernst Gottheld Held            | |
| 22         | Christian Gottfried Zimmermann | Johann Benjamin Mönch          | |
| 23         | Johann Gottlob Unger           | Christian Friedrich Elstner    | |
| 24         | Peter Traugott Herrmann        | Johann Lehmann                 | |
| 25         | Johann Traugott Herrmann       | vakant                         | der bisherige stellv. Abg. Johann George Wenke †                                                            |

### Vertreter des Handels und Fabrikwesens
| Bezirk | Abgeordneter              | stellvertretender Abgeordneter | Bemerkungen                                                                                               |
| ------ | ------------------------- | ------------------------------ | --- |
| 1      | Christian Traugott Leuner | Franz Ludwig Gehe              | |
| 2      | Gustav Harkort            | Wilhelm Theodor Seyfferth      | |
| 3      | Carl Alexander Albrecht   | Bernhard Friedrich Hecker      | |
| 4      | vakant                    | Adolph Hecker                  | der bisherige Abg. Bernhard Eisenstuck durch Geschäftsaufgabe und Wegzug aus dem Wahlbezirk ausgeschieden |
| 5      | Eli Evans                 | Christian Carl Böhler          | |